# きんもくせい賞
きんもくせい賞（きんもくせいしょう）とは、岩手県競馬組合が盛岡競馬場で施行していた競馬の競走（平地競走）である。重賞として施行していた当時の優勝賞金は300万円。

## 概要
2007年に創設された、サラブレッド系3歳以上の競走馬が出走可能な競走である。第1回は同年10月28日に開催された。2008年までは重賞競走でコースは芝2400メートル、また地方競馬全国交流競走だったが、2009年からは特別競走に格下げのうえ距離が1000メートルに短縮され、交流競走でもなくなった。
2011年からは本競走に代わり「OROターフスプリント」が重賞として設けられ、引き続き芝1000メートルで行われる。本競走の格上げによる設置とされているが、2008年以前の施行回数は引き継がれなかった。

## 歴代優勝馬
重賞で施行された2007年、2008年について記載。
| 回数  | 施行日         | 優勝馬             | 性齢 | 所属 | タイム | 優勝騎手 | 管理調教師 | 馬主             |
| ----- | -------------- | ------------------ | ---- | ---- | ------ | -------- | ---------- | ---------------- |
| 第1回 | 2007年10月28日 | ボスアミーゴ       | 牡3  | 水沢 | 2:35.0 | 菅原勲   | 鈴木七郎   | 千葉浩           |
| 第2回 | 2008年10月26日 | カネショウエリート | 牡4  | 水沢 | 2:35.5 | 村上忍   | 畠山信一   | （有）カネショウ |

## 関連する競走
盛岡競馬場におけるサラブレッド系古馬による芝コースの重賞競走として、ほかにせきれい賞、OROカップ、いしがきマイラーズが行われている。